# Le Bandit aux yeux bleus
Pour plus de détails, voir Fiche technique et Distribution.
Le Bandit aux yeux bleus (Il bandito dagli occhi azzurri), est un poliziottesco italien réalisé par Alfredo Giannetti et sorti en 1980.

## Synopsis
Renzo Dominici, comptable dans une boîte à Gênes, mène une double vie. Le jour, il est un employé tranquille, tandis que la nuit, il est un homme aux yeux bleus obsédants en quête d'aventure. Il prépare le casse de sa vie : un braquage dans la société où il travaille. Celui-ci réussit, mais Renzo est victime de chantage de la part de différentes personnes qui l'ont reconnu malgré ses précautions. L'un après l'autre, Dominici parvient à les éliminer et à s'enfuir sur un bateau vers le Panama.

## Fiche technique
- Titre français : Le Bandit aux yeux bleus[1]
- Titre original italien : Il bandito dagli occhi azzurri[2]
- Réalisateur : Alfredo Giannetti
- Scénario : Alfredo Giannetti
- Photographie : Alberto Spagnoli
- Montage : Gianfranco Amicucci
- Musique : Ennio Morricone
- Décors : Giantito Burchiellaro (it)
- Costumes : Rosalba Menichelli
- Maquillage : Giusy Bovino
- Production : Enzo Doria, Francesco Cerami, Franco Nero
- Société de production : TEI Film International, Mifina
- Pays de production :  Italie
- Langue de tournage : Italien
- Format : Couleur - Son mono - 35 mm
- Durée : 93 minutes (1 h 33)
- Genre : Poliziottesco
- Dates de sortie :
  - Italie : 7 août 1980
  - France : 19 mai 1982

## Distribution
- Franco Nero : Renzo Dominici
- Dalila Di Lazzaro : Stella
- Fabrizio Bentivoglio : Riccardo
- Giovanni Javarone : l'agent de sécurité
- Carlos de Carvalho : le commissaire de police
- Pierfrancesco Poggi : l'amant de Stella
- Jole Fierro : la mère de Renzo
- Luigi Montini : Brigadier Mannella
- Sergio Tabor : Palamitessa
- Paolo Maria Scalondro : un policier
- Mickey Knox : De Biase (non crédité)